# Торгинка
Торгинка — опустевшая деревня в Уярском районе Красноярского края в составе Рощинского сельсовета.

## География
Находится в западной части района примерно на расстоянии 20 километров по прямой на запад от районного центра города Уяр.

## Климат
Климат резко континентальный. Среднемесячная температура воздуха июля составляет+19°С, а самого холодного месяца — января −16°С. Средняя продолжительность безморозного периода — 120 дней, с температурой + 10º С — 114 дней, средняя дата последнего заморозка — весной 22 июня, первого, осенью — 20 сентября. Продолжительность безморозного периода 95-116 дней. Среднегодовая температура 0,5—-1,9оС. Годовая сумма осадков составляет до 430—680 см, причем большая часть их выпадает в теплый период года.

## Население
Постоянное население составляло 0 человек в 2002 году, 0 в 2010.